# マヌエル・サンチス・オンティジュエロ
マノーロ・サンチスことマヌエル・サンチス・オンティジュエロ（Manuel “Manolo”  Sanchís Hontiyuelo, 1965年5月23日 - ）はマドリード出身の元サッカー選手。ポジションはディフェンダー(センターバック)。レアル・マドリード一筋でキャリアを全うした選手。
1983年から2001年までのレアル・マドリードでセンターバックを務めた。父親もまたレアル・マドリードやスペイン代表でプレーしたマヌエル・サンチス・マルティネスであり、チェーザレ・マルディーニ、パオロ・マルディーニ親子に続いて2組目となる親子2代で欧州王者を経験した。

## 経歴
レアル・マドリードのカンテラ出身。1983年12月4日にレアル・ムルシア戦でトップチームデビューをすると、その試合唯一となる得点も記録。その後18年間マドリード一筋でプレーした。エミリオ・ブトラゲーニョやミチェル、ウーゴ・サンチェスらと共に1985-86シーズンからリーグ5連覇に貢献。また、1986年のU-21欧州選手権にも出場すると、大会最優秀選手に選ばれる活躍でスペインの初優勝に貢献した。
通算ではリーグ8回、コパ・デル・レイ2回、UEFAチャンピオンズリーグ2回、UEFAカップ2回等、数々のタイトル獲得に貢献。公式戦710試合に出場し、ラウル・ゴンサレスが塗り替えるまでレアル・マドリードの最多出場記録を保持していた。また、1993-94シーズンからはキャプテンも務めていた。一方で、ジョン・トシャックは1991年に退任する際、チーム内における多大な権力を持ったサンチスについて「不運にも出会ってしまった最悪の人物」と批判した。
スペイン代表としても1986年のルーマニア代表戦でデビューし、1988年の欧州選手権と1990年のワールドカップに出場した。しかし、1992年にハビエル・クレメンテが監督に就任してからはキンタ・デル・ブイトレのメンバーは代表から遠ざかるようになり、3月11日のアメリカ代表との親善試合がサンチスにとって代表最終戦となった。
2000-01シーズンに現役を引退。キンタ・デル・ブイトレの中では最も長く現役を続け、唯一レアル・マドリードで引退した。クラブ通算では710試合に出場、40ゴールを挙げた。

## クラブ成績
| シーズン               | クラブ                 | 国内リーグ | 国内リーグ | 国内カップ1 | 国内カップ1 | 国際リーグ2 | 国際リーグ2 | 通算   | 通算   |
| シーズン               | クラブ                 | 試合数     | 得点数     | 試合数      | 得点数      | 試合数      | 得点数      | 試合数 | 得点数 |
| ---------------------- | ---------------------- | ---------- | ---------- | ----------- | ----------- | ----------- | ----------- | ------ | ------ |
| 1983-84                | カスティージャCF       | 10         | 2          | 0           | 0           | 0           | 0           | 10     | 2      |
| 1983-84                | レアル・マドリード     | 18         | 3          | 2           | 0           | 0           | 0           | 20     | 3      |
| 1984-85                | レアル・マドリード     | 30         | 4          | 7           | 0           | 10          | 1           | 47     | 5      |
| 1985–86                | レアル・マドリード     | 28         | 1          | 6           | 2           | 7           | 0           | 41     | 3      |
| 1986–87                | レアル・マドリード     | 36         | 2          | 6           | 0           | 7           | 1           | 49     | 3      |
| 1987–88                | レアル・マドリード     | 33         | 9          | 8           | 0           | 8           | 1           | 41     | 10     |
| 1988–89                | レアル・マドリード     | 33         | 3          | 11          | 0           | 7           | 0           | 51     | 3      |
| 1989–90                | レアル・マドリード     | 34         | 3          | 7           | 0           | 4           | 0           | 45     | 3      |
| 1990–91                | レアル・マドリード     | 31         | 2          | 4           | 0           | 1           | 0           | 36     | 2      |
| 1991–92                | レアル・マドリード     | 37         | 1          | 6           | 1           | 9           | 1           | 52     | 3      |
| 1992–93                | レアル・マドリード     | 37         | 1          | 6           | 0           | 9           | 1           | 49     | 1      |
| 1993–94                | レアル・マドリード     | 32         | 1          | 6           | 0           | 6           | 0           | 44     | 1      |
| 1994–95                | レアル・マドリード     | 37         | 1          | 2           | 0           | 3           | 0           | 42     | 1      |
| 1995–96                | レアル・マドリード     | 32         | 1          | 3           | 0           | 6           | 0           | 41     | 1      |
| 1996–97                | レアル・マドリード     | 22         | 0          | 0           | 0           | 0           | 0           | 22     | 0      |
| 1997–98                | レアル・マドリード     | 31         | 1          | 3           | 0           | 10          | 0           | 44     | 1      |
| 1998–99                | レアル・マドリード     | 33         | 0          | 4           | 0           | 9           | 0           | 46     | 0      |
| 1999–00                | レアル・マドリード     | 14         | 0          | 2           | 0           | 7           | 0           | 23     | 0      |
| 2000–01                | レアル・マドリード     | 5          | 0          | 1           | 0           | 3           | 0           | 9      | 0      |
| レアル・マドリード通算 | レアル・マドリード通算 | 523        | 33         | 84          | 3           | 103         | 4           | 710    | 40     |
| 通算                   | 通算                   | 533        | 35         | 84          | 3           | 103         | 4           | 720    | 42     |

1コパ・デル・レイ, スーペルコパ, コパ・デ・ラ・リーガ.
2UEFAチャンピオンズリーグ, UEFAカップ, UEFAカップウィナーズカップ.

## 獲得タイトル

### クラブ
- リーガ・エスパニョーラ 1985–86, 1986–87, 1987–88, 1988–89, 1989–90, 1994–95, 1996–97, 2000–01
- コパ・デル・レイ 1988–89, 1992–93
- スーペルコパ・デ・エスパーニャ 1988, 1989, 1990, 1993, 1997
- コパ・デ・ラ・リーガ 1984–85
- UEFAチャンピオンズリーグ 1997–98, 1999–00
- UEFAカップ 1984–85, 1985–86
- コパ・イベロアメリカーナ 1994
- トヨタカップ 1998

### 代表
- UEFA U-21欧州選手権 1986